# Чемпіонат Швейцарії з хокею 1962
Чемпіонат Швейцарії з хокею 1962 — 51-й чемпіонат Швейцарії з хокею (Національна ліга А). Чемпіоном став ХК «Вісп» (1 титул). НЛА не покинув жоден клуб, також було прийнято рішення про розширення ліги до 10 команд з наступного сезону.

## Підсумкова таблиця
| М  | Команда            | І  | Пер | Н | Пор | ШЗ | ШП  | О  |
| -- | ------------------ | -- | --- | - | --- | -- | --- | -- |
| 1. | ХК «Вісп»          | 14 | 11  | 1 | 2   | 62 | 40  | 23 |
| 2. | СК «Берн»          | 14 | 10  | 0 | 4   | 82 | 44  | 20 |
| 3. | Цюрих СК           | 14 | 8   | 1 | 5   | 79 | 72  | 17 |
| 4. | ХК Амбрі-Піотта    | 14 | 7   | 0 | 7   | 63 | 74  | 14 |
| 5. | ХК «Лангнау»       | 14 | 6   | 1 | 7   | 71 | 87  | 13 |
| 6. | ХК «Янг Спрінтерс» | 14 | 6   | 1 | 7   | 44 | 51  | 13 |
| 7. | ХК «Давос»         | 14 | 5   | 0 | 9   | 36 | 50  | 10 |
| 8. | Базель Ротвайс     | 14 | 1   | 0 | 13  | 26 | 149 | 2  |

## Найкращі бомбардири
1. Петер Штаммбах (СК «Берн») - 45 очка (24 + 21)
2. Рольф Дітельм (СК «Берн») - 37 очко (23 + 14)
3. Вальтер Віттвер (ХК «Лангнау») - 33 очок (19 + 14)